# صموئيل بريتان
السير صمويل بريتان (بالإنجليزية: Samuel Brittan)‏ (29 ديسمبر 1933 - 12 أكتوبر 2020)، هو صحفي ومؤلف إنجليزي. كان أول مراسل اقتصادي لصحيفة فاينانشال تايمز، ومنذ ذلك الحين عمل كاتب عمود منذ فترة طويلة. كان عضوًا في المجلس الاستشاري الأكاديمي لمؤسسة سياسة الاحتباس الحراري، وهي منظمة غير ربحية «تعيد التوازن والثقة إلى النقاش حول المناخ» التي وُصفت بأنها تعزز إنكار تغير المناخ.

## روابط خارجية
- الصفحة الرئيسية لصموئيل بريتان
- بريتان في FT